# Origo
Een origo, oorsprong, is een aanhechtingspunt van een spier, met name van een skeletspier. De origo bevindt zich doorgaans proximaal, dichter naar het centrum van het lichaam toe, dan de spier zelf. De origo beweegt bij contractie van de spier niet. 
De tegenhanger van de origo is de insertie, die bij spiercontractie wel beweegt.